# 禁忌のマグナ
『禁忌のマグナ』（きんきのマグナ）は、マーベラスより2014年10月2日に発売されたニンテンドー3DS専用ゲームソフト。
同10月29日より更新データが配信され、ver2.0.0となった。

## 概要
マーベラスの新規IPによるファンタジー風シミュレーションRPG。
プロデューサーのはしもとよしふみ・サウンド担当の森田朋子を始め、制作陣は『ルーンファクトリー』シリーズに携わっていたスタッフが中心となっている。
メインキャラクターデザインはFate/Apocryphaなどの近衛乙嗣。武器のデザインは蒼穹のファフナー・機動戦士ガンダム00などの鷲尾直広。

### 開発の経緯
『ルーンファクトリー4』発売前から企画されていたが、開発元のネバーランドカンパニーが倒産したため開発が難航していた。このことについてプロデューサーのはしもとよしふみはファミ通のインタビューで、具体的な言及は避けたが「ゲームを作りながら環境が変わっていったので、大変な部分もありました。」と答えている。また完全新作として制作した経緯については、自身の宿屋を舞台にした作品という企画と、スタッフからの「いろいろチャレンジしてみたい」と言う声を吟味した結果と答えている。

### 更新データ
発売日と同月の10月29日に更新データが配信され、オプション項目に「敵の強さ」、日記帳にムービー及びイベントCGの「ギャラリー」モード、イベントシーンの早送り機能が追加された。
他にも、バトル時のテンポなど様々な改善・修正がされている。
更新データを適用すると、ver2.0.0となる。

## システム

### 戦闘システム

#### 基本
敵味方のフェイズが存在しない同時ターン制のSRPG。素早さの高い順に行動でき、下画面で行動順が確認できる。
移動は一般的なマス目方式ではなく、各キャラの行動力に応じてそのキャラを中心に円が表示され、その範囲内でなら無制限に移動できる。
(ただし範囲内に存在しているキャラをすり抜けて移動することはできないため、敵をすり抜けて背後に回ったりなどはできない)
各キャラクターには行動順が回ってくるごとに「AP」が１ポイントずつ与えられる。
移動および待機以外の行動はすべてこの「AP」を消費して行われ、通常攻撃・防御・アイテム使用などは1ポイントの消費で行えるが、多くのスキルは複数のAPを消費する必要がある。
一度にストックすることのできるAPにはキャラごとに上限があり、味方キャラの場合初期は4ポイントまでだが、レベルを上げることで6ポイントまでストックできるようになる。
また、特定のスキルやアビリティによって一度に回復するAPを増やすことができる。
バトル開始時にメインミッション(勝利条件)が提示され、それをクリアすることで戦闘が終了する。
またメインミッションとは別にサブミッションが提示されることがあり、サブミッションをクリアすることでミッションクリア時に特定のアイテムを入手できる。

#### 敵ユニット
このゲームでは敵ユニットはリーダーを中心とした部隊単位で行動し、いくつかの分類に分けることができる。
リーダーユニット
敵部隊のリーダー。ザコユニットを引き連れているものが多いが、単騎のものも存在する。
攻撃時に狙ったターゲットに向けてザコユニットにも攻撃させることができる。
1体につきHPの1%を消費することでザコユニットを召喚する。一部のボスキャラはリーダーユニットを召喚する。
ザコユニット
リーダーユニットのお供として出現する。非常に能力が低く、通常攻撃しか使用できない。
撃破されると吹き飛び、他の敵ユニットにダメージを与える。
このとき、他のザコユニットにぶつかると連鎖的に吹き飛び、コンボ数を増やすことができる。
自身の所属するリーダーユニットが撃破されると、ザコユニットの中の1体が便宜的にリーダーとなる。
ジェネレーター
リーダーユニット召喚専門のユニット。
台座に置かれたクリスタルのような形をしており、ターンごとに邪気のようなものをまとっていき、一定ターンに達するとクリスタル部分が開き、ユニットを召喚する。
オブジェクト
特定のステージに出現する。正確には敵ユニットではないが、攻撃することができる。
壊すと回復するビン、爆発する爆弾、倒木や岩などの障害物がある。

#### コンボ
一度に倒した敵の数はコンボ数としてカウントされる。10コンボ以上を決めるとボーナスとしてAPが１ポイント回復し、連続してもう一度行動することができる。
連続行動は1ターンに1度しか発動しない。

#### 属性
攻撃属性には物理タイプと魔法タイプがあり、魔法タイプの攻撃を特に属性攻撃と言う。
物理タイプは斬・打・突の3属性で、それぞれ得意不得意はあるが、属性による差はあまりない。
魔法タイプは熱・冷・天・地の4属性で、それぞれ熱は冷・地に、冷は熱・地に、天は熱・冷に、地は天に強い。
また、いずれの属性にも属さない無属性があり、回復スキルなどが該当する。

#### スキル
APやテンションを消費して使うことのできる強力な技。マグナ以外は武器に装備することで使用できる。
スキルチップに応じたメモリー数がないと装備できない。武器・レベルによってスキルスロット数が決まっており、上限を超えて装備することはできない。
汎用スキル
複数のキャラが装備できるスキル。キャラごとに得意属性が決まっており、苦手な属性のスキルを装備することはできない。
ほとんどが合成によってしか手に入れることができない。また攻撃スキルは属性攻撃しか存在しない。
固有スキル
各キャラクターの専用スキル。武器を使用したものやキャラの特技など様々なものがある。ショップで購入することができる。
マグナ
精霊との仲を深めることによって使用することができるようになるスキル。一度覚えると装備画面下に固定され、メモリー・スキルスロットを消費しない。
消費APはいずれも1だが、敵と戦うことで上昇するテンションを溜める必要がある。
アビリティ
装備者の能力を変化させるスキル。装備しているだけで効果がある。全てのキャラが装備できる。

### ETRシステム
ヒロインである精霊達との個別イベント。精霊との絆を深め、強化することができる。
ストーリーを進めると特定のキャラの頭上にハートマークのアイコンが現れ、話しかけるとイベントが発生する。イベントには戦闘があり、クリア時、もしくはイベントの途中で対応するマグナ(必殺技)を覚える。
複数のキャラに同時に発生することが多いため、攻略したいキャラや覚える技を考慮し、選択しなければならない。また、終盤の展開にも関係する。
メニューの『日記帳』より、クリアしたイベントを回想することができる。

### 合成
エルフリーデの作った合成マシンによって利用できるシステム。
特定の2つのアイテムを合成し、スキルを使用するためのスキルチップを作成することができる。多くのスキルは合成によってしか手に入れることができない。
レアアイテムであるアビスのかけらを素材として使うと、ランダムでスキルのグレードアップや素材への還元が可能。

### すれ違い通信
すれ違い通信を登録することで庭園に行くことができる。庭園では野菜が栽培されており、すれ違いをすることで成長する。
成長段階は3段階で、実がなるとランダムでアイテムを収穫できる。相手がこのゲームをすれちがい登録していなくても成長させることができる。

## 登場人物

### 主人公
ルクス
声 - 佐藤利奈
本作の主人公。辺境の地、シュテルン島で遥か昔から続く宿屋『ファミーリエ』を経営しているが、客が来ないため燃料となるクリスタルの採掘で生計を立てている。
中性的な顔立ちだが、採掘を仕事にしているだけあって体つきは良い。
ある日クリスタルの採掘に出かけた際、クリスタルに封印されたシャルロッテと不思議な力を持つ『ラクリマの腕輪』を発見したことで自身と世界に隠された秘密を知ることとなる。
一家に代々受け継がれている宿屋と『いつか現れる大切な客人を家族と思え』という言葉を大事にしており、一度宿に泊めた人物は家族という信条から、次々とやってくる精霊達を暖かく迎え入れる。
サリナの自爆攻撃で一度は生死の境を彷徨うが、ユグドラシルの導きで復活し、禁忌のマグナを発動させ全ての元凶・カイザーを倒すことに成功する。
しかし、精霊が禁忌のマグナの代償で人としての生を失い神へと変化してしまうことを知り、自身がその身代わりとなったことで、エンディングを迎えた精霊一人を除いた人々の記憶からも消えてしまう。
ラストシーンでルクスらしき人物が帰ってくる描写があるが、本人なのか、どうやって帰ってきたのかといったことは明らかにされていない。
戦闘ではラクリマの腕輪の力によるサポートが主体だが、ラクリマの力を開放することで強大な戦闘力を得ることができる。
作中では明かされていないが、4月5日生まれで暗闇が苦手という設定がある。

### 精霊
シャルロッテ
声 - 茅野愛衣
最初にルクスと接触した精霊。通称「シャル」。クリスタルの洞窟で封印されていた。
明るく活発な性格。記憶を失っており、記憶が戻るまでルクスの宿でメイドとして生活することに。
純粋な戦闘能力面では姉妹の中でもトップクラスの実力を持つが、逆に生活面はひどく不器用で、特に料理は食べたルクスが一撃で昏倒するほど。本人もそのことを気にしており、引け目を感じている。
武器は大剣の天衣無縫。その大きさを活かしたなぎ払いや炎をまとった技を得意とする。正面方向に扇形の攻撃範囲を持ち、単発火力は非常に高い。
反面近接攻撃主体なので大量の敵に立ち塞がられると本命まで攻撃が届かないこともある。
ベアトリーチェ
声 - 茅原実里
非常に冷静な性格。通称「トリーチェ」。一見淡々としているようにも見えるが、料理のできないシャルロッテを気にかけたりなど人情味のある性格でもある。
一方自他ともに厳しい態度ゆえに融通の利かない不器用な面もあり、人づきあいが苦手なことを悩んでいた。
武器はオールレンジ攻撃もできる随伴ビットが内蔵されたボウガンのシュテラー・ボーグン。射程が長いのが特徴で、味方を盾にしつつ後ろから攻撃したり、遠距離から爆発物を処理したりするのに向く。
属性攻撃力・防御力が最も高い、魔法のスペシャリスト。反面打たれ弱く、通常攻撃が近くの敵に当たらないため、接近戦には不向き。物理攻撃の火力もあまり高くない。
また武器が小さいためか、装備できるスキルは最も少ない。
ディアーナ
声 - 小清水亜美
古風で凛々しい武人。通称「ディア」。ゲバルトと共にカイザーの元から逃げている途中にルクスと出会った。
風呂でも槍を携帯するという根っからの戦士だが、ぬいぐるみが好きという女の子らしい一面も。
特にサブローと名づけたクマのぬいぐるみには愛着があり、ぬいぐるみのモンスターをサブローと間違えてしまうほど。
締め付けられるのが嫌で下着は付けない主義。
古の時代では精霊の部隊、アルテミーズの副隊長をしていた。
武器は槍の麒麟。直線方向に長い射程を持ち、なぎ払いや投擲といった物理攻撃を得意とする。
全体的に能力が高く、素早さ、クリティカル率は一位、物理攻撃力もシャルロッテに次いで高く、副隊長の名に恥じない実力を持っている。
アーデルハイト
声 - 斎藤千和
精霊達の長女で礼儀正しい性格。通称「アーデ」。精霊達のあこがれの的。抜群のスタイルを誇る。
カイザーに操られ、ルクスたちと敵対したが、エルフリーデの発明により正気を取り戻した。
妹達の見本となれるように振舞っているが、そのことを少々重荷にも感じている。
エドアルドの過去の記憶を忘れてほしいという願いを拒否したため、精霊達の中では唯一全ての過去の記憶を持っている。
武器は大盾のスクートム・アブソルーテ。変形して機関銃にもなる。高い防御力を誇り、敵を引きつけての広範囲攻撃が持ち味。
古の時代ではアルテミーズの隊長だった。
フランチェスカ
声 - 大坪由佳
筋トレ好きなボクっ娘。通称「フラン」。アーデルハイトと共にカイザーに操られていた。
長身だが精神的には幼く、よくガブリエーレとケンカしている。筋トレ一筋なため周りと話が合わないのが悩み。
かつては身体が弱く、他の精霊達の足を引っ張っていたのを厳しいトレーニングで克服した過去があるため、トレーニングに依存しているところがある。
武器はクローのスカー・オブ・ゴッド。素早い動きを活かした連続パンチや身体能力を高める技が得意。
通常攻撃は範囲は狭いが、4ヒットするため総合火力は姉妹の中でも最高。
エルフリーデ
声 - 佐藤聡美
メガネで自信家な発明家。通称「エルフィ」。自らの作った船で旅をしていた。天才的な科学技術でたびたびルクス達をサポートする。
シュテルン島で宿をとろうとしていた所、シャルロッテたちと再会し、精霊としての記憶を取り戻した。
関西弁風の独特なしゃべり方はかつて住んでいたという東国の訛り。
古の時代ではカイザーに対抗するため精霊達の武器を作った。
武器は機関銃のOP4ヴァルカン。特殊な弾を込めることで攻撃タイプを変えることができる。
範囲は横方向に非常に細長い扇形で、通常攻撃一発あたりの威力は低いが、３ヒットするため総合的な火力はかなり高い。
ガブリエーレ
声 - 小倉唯
元気で活発な少女。通称「リエーレ」。溺れていたところをルクス達に助けられた。
見た目相応に幼く無邪気で目立ちたがり屋。若干わがままでルクスを困らせることもあったが、面倒見の良さは姉ゆずり。
シャモニとノエルに「リエーレ様」と呼ばせて子どもたちのリーダー的存在になっている。
武器は鞄のパンドラボックス。ロケットランチャーやカッターなどの暗器やマジックハンドなどのギミックが複数仕込まれている。
見た目相応に物理面は貧弱でスキルが使えないうちは戦力にならないが、高い移動力とベアトリーチェに次ぐ属性攻撃力を持ち、回復やサポートもできるため伸びしろが大きい。
汎用スキルは熱・冷、固有スキルは天、マグナは地と、仲間キャラで唯一全ての属性スキルを装備できる。

### サブキャラクター
アメリア
声 - 東山奈央
ルクスの幼馴染で農場を経営している。農場で採れる野菜は町でも評判。怒らせると怖いため、ルクスやバートは彼女には頭が上がらない。
ルクスにほのかな恋心を抱いており、彼が精霊達のために危険な戦いに身を置くのを内心快く思っていない。
バート
声 - 梶裕貴
ルクスと共に宿屋を経営している青年。クリスタルの売買を担当している。お調子者でムードメーカー。
手先が器用で、鍛冶や裁縫、料理も難なくこなし、絵は町の展覧会で特賞を取るほど。
「メイドインヘブン計画」を宣言し、住み込みで働く精霊達に手作りのメイド服を支給する。
そのメイドにかける情熱は凄まじく、目視で精霊たちにぴったりサイズの合うメイド服を仕立てあげたり、メイド服を作るために孤島から船より早く泳いで帰るなど超人的な身体能力を見せる。
マクレガン
声 - 寺島拓篤
町に住む青年。クリスタルを研究している。
ダンガロス
声 - 藤本たかひろ
ルクスたちの住むシュテルン島の町、エレナムの町長。
強面で少々頑固だが島の住民を気遣い、非常時には陣頭指揮を取るなど責任感も強く、信頼は厚い。
古くからの言い伝えにより、よそ者に警戒心を抱いている。
シュガー
声 - 井口裕香
ルクスの宿屋の庭園を手伝っている少女。彼女の畑では収穫するとアイテムに変化する不思議な作物が栽培されている。
イングリッド
声 - 佐倉綾音
町に住む女性。ルクスを煙たがる町民が多い中、気兼ねなく接してくれる数少ない存在。
デボネア
声 - 三田ゆう子
町の長老でシャモニとノエルの祖母。
シャモニ
声 - 三瓶由布子
リエーレを慕う子供。ノエルの双子の兄。
ノエル
声 - 徳井青空
兄同様リエーレを慕う。宿屋の入り口に飾ってある風車を作った。

### 謎のキャラクター
ゲバルト
声 - 石田彰
ルクスたちの前に現れる謎の青年。意味深な台詞と共に立ちはだかる。
その正体はカイザーの息子。彼の出産のために妃が死んだため、カイザーからは忌み子と呼ばれ疎まれている。
カイザーの野望を阻止するため精霊達を狙うが、ルクスがエドアルドの血と力を引き継ぐことを知り、共闘する。
サリナ
声 - 加藤英美里
ルクス達の前に立ちはだかる謎の少女。精霊達と似た姿をしており、精霊達を圧倒するほどの実力を持つ。
無口で常に物憂げな表情をしている。
ヘルト政府前線基地での戦いでルクスを巻き込み自爆したが、生死の間の世界でルクスにカイザーの腕輪の力により生み出されたカイザーの妃の贋物であることを打ち明ける。
中央政府の塔での戦いでカイザーにより再び召喚されたが、自分の意志を取り戻し、カイザー、ゲバルトともに自爆した。
カイザー
声 - 櫻井孝宏
遥か昔からヘルト中央政府に君臨する王。かつて精霊たちを使役し一大帝国を築き上げたが、最愛の妃を失い、狂気にとりつかれた。
ラクリマの腕輪のレプリカを自在に使い、上位命令と呼ばれる術で精霊たちを思うままにコントロールする。
死んだ妃の魂を蘇らせるため精霊が使えるという禁忌のマグナを求め、エドアルドを殺害し精霊を奪おうとしたが、死に際に精霊を封印されてしまう。
腕輪の力で不死となり悠久の時を過ごしていたが、精霊たちが現代に蘇ったことを知り、再び禁忌のマグナの発動を画策する。
中央政府の塔での戦いでゲバルトに腕輪を破壊され不死の力を失い、サリナの自爆に巻き込まれた。
死んだと思われたが、ルクス達の帰還を祝うエレナムを襲撃、醜い怪物の姿となって襲いかかった。神の力に目覚めた精霊によって倒された。
エドアルド
声 - 佐藤利奈
ルクスの先祖で神と交信するためのラクリマの腕輪を授かった聖者。
神の子である精霊を託され、精霊たちからはマスターと呼ばれ慕われていた。
カイザーのためにラクリマのレプリカを作るが、禁忌のマグナを使うことを拒否したためカイザーに操られた精霊達によって殺害され、その際、精霊達とその記憶を封印した。
ディアーナに淑女の条件として「女たるもの、殿方の三歩後ろにおれ」と教えるなど亭主関白な性格であったことをうかがわせる。
ユグドラシル
声 - 能登麻美子
エドアルドが仕えた神で精霊達の母となる存在。ルクスに力と資格を問う。

## 主題歌
「Into the sky」
作詞・作曲・Vo.：ジョー・リノイエ

## ムービー
ルーンファクトリー同様、オープニングとキャラクター登場シーンにアニメが挿入される。
更新データを適用したver2.0.0では、一度見たムービーはギャラリーモードで鑑賞する事ができる。イベントシーンのムービーに関しては、ゲームプレイ時に見逃してしまってもギャラリーには追加されるが、各ヒロインの覚醒シーンはゲーム中で見ないと追加されない。
アニメ制作会社は明記されていないが、キャラクターデザイン・シーケンスディレクター・絵コンテ・演出・作画監督を田畑壽之、オープニングディレクター・絵コンテ・演出・作画監督を高津幸央、2D-3D変換はルーンファクトリー4同様キュー・テックが担当した。

## インターネットラジオ
『禁忌のマグナRADIO』のタイトルで2014年9月13日から10月11日まで音泉にて配信。毎週土曜日更新。全5回。
パーソナリティ
- 第1回（2014年9月13日）、第2回（2014年9月20日） - 茅野愛衣（シャルロッテ 役）、小清水亜美（ディアーナ 役）
- 第3回（2014年9月27日）、第4回（2014年10月4日） - 大坪由佳（フランチェスカ 役）、小倉唯（ガブリエーレ 役）
- 第5回（2014年10月11日） - 茅原実里（ベアトリーチェ 役）、小清水亜美（ディアーナ 役）